# Adam Ashley-Cooper
Pour les articles homonymes, voir Ashley-Cooper, Ashley et Cooper.

a Compétitions nationales et continentales officielles uniquement.

b Matchs officiels uniquement.
Dernière mise à jour le 2 novembre 2019.
 Adam Ashley-Cooper, né le 27 mars 1984 à Sydney, est un joueur de rugby à XV international australien évoluant principalement au poste d'ailier ou de centre, mais pouvant également jouer arrière. Avec sa sélection, il remporte une édition du Tri-nations, en 2011, puis le Rugby Championship 2015. Lors de cette dernière année, il s'incline en finale de la coupe du monde 2015. Il évolue avec les Waratahs en Super 15, remportant l'édition 2014, et avec le Northern Suburbs RFC avant de rejoindre le club français de l'Union Bordeaux Bègles en décembre 2015 puis les Kobelco Steelers au Japon en 2017. Il fait son retour avec les Waratahs en 2019.

## Carrière

### En club
Il commence le rugby professionnel avec le Northern Suburbs RFC en 2004 et participe à la Tooheys New Cup et au Shute Shield. Il a fait ses débuts dans le Super 14 avec les Brumbies en 2005 lors du match contre les Crusaders.
Le 17 décembre 2014, il annonce via son compte twitter son arrivée pour les deux prochaines saisons à l'Union Bordeaux Bègles, club évoluant au sein du Top 14, le championnat de France de rugby à XV. Cette information est confirmée par le club français qui indique que ce contrat prendra effet le 1er décembre 2015 afin de lui ménager une période de repos après la coupe du monde 2015.
En mai 2017, il est sélectionné dans le groupe des Barbarians par Vern Cotter pour affronter l'Angleterre, le 28 mai à Twickenham puis l'Ulster à Belfast le 1er juin. Titulaire lors du premier match, il marque un essai à la 44e minute mais les Baa-Baas Britanniques s'inclinent finalement 28 à 14 face aux Anglais. Il n'est pas sur la feuille de match pour la victoire des Baa-Baas 43 à 28 en Irlande.
En juin 2017, il n'est pas conservé par l'Union Bordeaux Bègles et s'engage avec le club japonais des Kobe Steel Kobelco Steelers.
En 2019, il fait son retour avec les Waratahs en Super Rugby.

## Statistiques en équipe nationale
Adam Ashley-Cooper compte 121 sélections en Équipe d'Australie depuis sa première sélection le 20 août 2005 contre l'équipe d'Afrique du Sud. Il obtient sa centième cape à l'occasion du match de Bledisloe Cup du 28 octobre 2014, où les Wallabies s'inclinent 28 à 29 face à la Nouvelle-Zélande. Lors de cette rencontre, il inscrit son vingt-neuvième essai international, le huitième réussi face aux All Blacks, égalant le record de David Campese.
Il inscrit 39 essais pour un total de 195 points.
Il dispute quatre éditions de la Coupe du monde, en 2007 où il joue quatre matchs, face au Japon, les Fidji, le Canada et l'Angleterre, et inscrivant deux essais pour dix points, en 2011 où il dispute les sept rencontres, face à l'Italie, l'Irlande, les États-Unis, la Russie, l'Afrique du Sud, la Nouvelle-Zélande et le pays de Galles, inscrivant cinq essais, soit 25 points, et en 2015, où il dispute trois des quatre matchs de poule, face aux Fidji, l'Angleterre et le pays de Galles, le quart de finale face à l'Écosse, la demi-finale face à l'Argentine et la finale contre la Nouvelle-Zélande.
Il participe à dix éditions du Tri-nations, devenu le Rugby Championship, disputant 47 rencontres, inscrivant 13 essais et 65 points. Il remporte l'édition 2011 du Tri-nations et le Rugby Championship 2015.

## Palmarès
- Waratahs
  - Vainqueur du Super 15 en 2014

- Kobelco Steelers
  - Vainqueur de la Top League en 2019

- Giltinis de Los Angeles
  - Vainqueur de la Major League rugby en 2021